# Weißer Hund

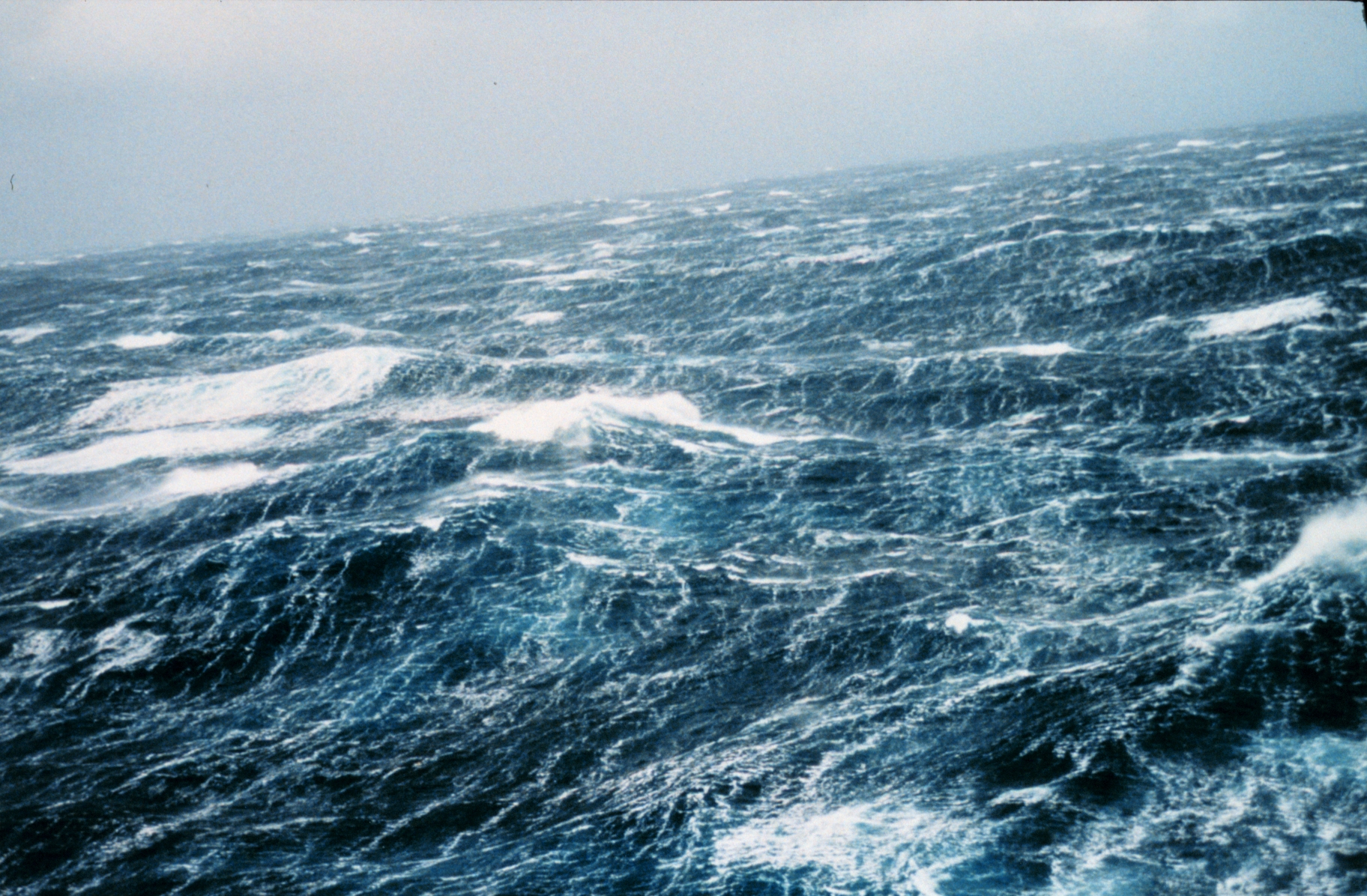
„Weiße Hunde“ aufgenommen von einem Schiff aus im Pazifischen Ozean

Weiße Hunde, niederdeutsch witte Hunn, sind hohe Wellen, die bei rauer See über ein Schiff hinweggehen.
Der Begriff stammt aus der Seemannssprache. Er wurde vor einigen hundert Jahren während der Segelschifffahrt, als die See so manches Mal den Fahrensmann an Deck geradezu heimsuchte, im niederdeutschen Raum geprägt. Im Idioticon Hamburgense, einem Mundart-Wörterbuch, das 1743 zum ersten Mal erschien, wird de witte Hunn als eine hohe Welle, die brausend daher rauschet, und bisweilen über das gantze Schiff hinschlägt, beschrieben. Dem sehr ähnlich wurden die weißen Hunde im Bremisch-Niedersächsischen Raum als die schaumgekrönten hohen Wellen, die über das Schiff schlagen, bezeichnet.
Weitere, geläufige Bezeichnungen für Seen, die einem Schiff arg zusetzen können, waren damals Stürzsee, Seestürzungen und Sturzsee, woraus später die Begriffe Brechsee und Brecher entstanden. Kamen die weißen Hunde von der Seite, so wurden sie Klopfsee oder Dwarssee genannt und Stampfsee bei der Richtung von vorn. Am gefährlichsten aber waren die Wellen von achtern, die Heckläufer hießen und ein Schiff aus dem Ruder laufen und querschlagen lassen konnten.
Neben all diesen Bezeichnungen für eine grimmige und gefährliche See hatte der Seemann damals auch noch solche für etwas heitere Wetterlagen. So wurde zum Beispiel bei leicht gekräuselter Wasseroberfläche von Katzenpfoten gesprochen, und wenn es etwas mehr wehte und die ersten Schaumkronen entstanden, von Lämmchen oder weißen Schafen, wobei letzteres zu den weißen Hunden wohl ein schönes Gegenstück bildet.